# Lover (Live from Paris)
Lover (Live from Paris) — четвертий концертний альбом американської співачки і авторки пісень Тейлор Свіфт, випущений лейблом Republic Records 14 лютого 2023 року. Альбом є спеціальним випуском до Дня Святого Валентина, він є обмеженим тиражем вінілової платівки, яка продавалася виключно через веб-магазин Тейлор Свіфт. Він складається з двох платівок у формі серця, що містять живі записи восьми пісень із сьомого студійного альбому Тейлор Свіфт Lover (2019), який вона виконала на City of Lover, її одноденному концерті в Олімпії, Парижі, 9 вересня 2019 року. Він потрапив у чарти Австралії, Шотландії, Великобританії та Сполучених Штатів, а також очолив американський чарт вінілових альбомів Billboard.

## Історія створення
Тейлор Свіфт випустила свій сьомий студійний альбом Lover 23 серпня 2019 року через Republic Records. Вона описала альбом «Lover» як запис, що досліджує всі форми кохання, діючи як «любовний лист до кохання». Він отримав позитивні відгуки музичних критиків і мав широкий комерційний успіх. Щоб відсвяткувати вихід альбому, Тейлор 9 вересня 2019 року влаштувала унікальний концерт City of Lover у музичному залі Олімпія у Парижі, Франції. Він мав стати єдиним концертом Свіфт на підтримку альбому Lover, оскільки її запланований шостий концертний тур Lover Fest був скасований через пандемію COVID-19 17 травня 2020 року концерт транслювався як годинна спеціальна програма під назвою «Taylor Swift: City of Lover» на ABC, а згодом був доступний для потокової трансляції за запитом на Hulu та Disney+. ЗМІ висловлювали думку, що телешоу було альтернативою скасованому туру. Телевізійна програма включала лише вісім пісень з Lover, які прозвучали на концерті, і виключала пісні, які вона виконувала з інших своїх альбомів. Після прем'єри спеціального випуску живі версії були випущені на цифрові музичні та потокові платформи, за винятком «The Man», який раніше був доступний для трансляції з 18 лютого 2020 року.

## Реліз
13 лютого 2023 року офіційний обліковий запис шанувальників Тейлор Свіфт анонсувала альбом «Lover (Live from Paris)» обмеженим тиражем на вініловому альбомі, який випустить у День святого Валентина на Republic Records. Кожна упаковка містить дві платівки у формі серця — одну рожеву, а іншу блакитну — і їх можна було придбати виключно у веб-магазині Тейлор. Lover (Live from Paris) — четвертий концертний альбом Свіфт після «Speak Now World Tour — Live» (2011), «Live from Clear Channel Stripped 2008» (2020) і «Folklore: The Long Pond Studio Sessions (From the Disney+ Special)» (2020). Billboard повідомив, що в США можна придбати 13 000 копій альбому.

## Комерційне виконання
Lover (Live from Paris) став найбільш продаваним вініловим альбомом у Сполучених Штатах за тиждень у чартах від 4 березня 2023 року. Він очолив чарт Billboard Vinyl Albums як дев'ятий альбом Свіфт, який посідає перше місце в чарті, посівши п'яте місце в чарті Top Album Sales, розпродавши всі свої 13 000 доступних копій, і дебютував під номером 58 на загальний Billboard 200. Окрім запису концертного альбому в чарті Billboard 200 від 4 березня 2023 року, Тейлор Свіфт включила дев'ять інших альбомів, ставши першим виконавцем в історії, який вмістив принаймні 10 альбомів у Billboard 200 одночасно з часів американського музиканта Прінса в 2016 році; Тейлор Свіфт є першою живою солісткою, яка потрапила в чарт 10 альбомів за один тиждень з 1963 року.

## Трек-лист
Усі треки створені Тейлор Свіфт і мають підзаголовок «(Live from Paris)».
| Сторона A | Сторона A    | Сторона A                             | Сторона A  |
| #         | Назва        | Автор                                 | Тривалість |
| --------- | ------------ | ------------------------------------- | ---------- |
| 1.        | «Me!»        | Taylor Swift Joel Little Brendon Urie | 3:33       |
| 2.        | «The Archer» | Swift Jack Antonoff                   | 3:30       |

| Сторона B | Сторона B                  | Сторона B      | Сторона B  |
| #         | Назва                      | Автор          | Тривалість |
| --------- | -------------------------- | -------------- | ---------- |
| 3.        | «Death by a Thousand Cuts» | Swift Antonoff | 3:19       |
| 4.        | «Cornelia Street»          | Swift          | 4:56       |

| Сторона C | Сторона C  | Сторона C    | Сторона C  |
| #         | Назва      | Автор        | Тривалість |
| --------- | ---------- | ------------ | ---------- |
| 5.        | «The Man»  | Swift Little | 3:39       |
| 6.        | «Daylight» | Swift        | 4:22       |

| Сторона D | Сторона D               | Сторона D    | Сторона D  |
| #         | Назва                   | Автор        | Тривалість |
| --------- | ----------------------- | ------------ | ---------- |
| 7.        | «You Need to Calm Down» | Swift Little | 3:23       |
| 8.        | «Lover»                 | Swift        | 3:49       |
| 30:31     |                         |              |            |

## Кадри
- Тейлор Свіфт — вокал, продюсерка, сценарист, фортепіано, гітара
- Макс Бернштейн — гітара, акустична гітара, клавішні
- Майк Медоуз — акустична гітара, клавішні
- Пол Сідоті — гітара, акустична гітара
- Амос Геллер — бас, клавішні
- Еліот Вудфорд — бек-вокал
- Джеслін Горман — бек-вокал
- Каміла Маршалл — бек-вокал
- Мелані Ніема — бек-вокал
- Метт Біллінгслі — ударні
- Девід Кук — клавіатура
- Джек Антонофф — письменник
- Джоел Літтл — письменник
- Брендон Урі — письменник
- Крістофер Роу — майстер-інженер, мікшер, інженер звукозапису

## Чарти
| Чарт (2023)                           | Пікова позиція |
| ------------------------------------- | -------------- |
| Австралійські вінілові альбоми (ARIA) | 6              |
| Шотландія Scottish Albums (OCC)       | 9              |
| Велика Британія UK Albums (OCC)       | 90             |
| США Billboard 200                     | 58             |

## Нотатки
1. ↑  Midnights (2022) – number three, Folklore (2020) – number 28, Lover (2019) – number 41, 1989 (2014) – number 50, Red (Taylor's Version) (2021) – number 56, Reputation (2017) – number 100, Evermore (2020) – number 103, Fearless (Taylor's Version) (2021) – number 172 and Speak Now (2010) – number 192.